# Oufa Arena
 (avril 2025).
Si vous disposez d'ouvrages ou d'articles de référence ou si vous connaissez des sites web de qualité traitant du thème abordé ici, merci de compléter l'article en donnant les références utiles à sa vérifiabilité et en les liant à la section « Notes et références ».
Oufa Arena (en russe : Уфа-Арена) est une salle omnisports situé à Oufa en Russie, qui peut servir de patinoire de hockey sur glace, de salle de basket-ball ou encore salle de concert. Depuis 2007, c'est la nouvelle patinoire du Salavat Ioulaïev Oufa. Sa capacité est de 8 400 places.

## Historique
Le bâtiment est inauguré en 2007 et remplace le Palais des sports de glace Salavat Ioulaïev.

## Événements
- 2 matchs de la Super Série 2007, 27 et 29 août 2007
- 12 février 2011 : Match des étoiles de la MHL 2011.
- Championnat du monde junior de hockey sur glace 2013